# 512 a.C.
Il 512 a.C. (DXII a.C. in numeri romani) è un anno  del VI secolo a.C.

## Eventi
- I Persiani attuano una spedizione contro gli Sciti, alle foci del Danubio. Gli Sciti si ritirano, senza accettare il combattimento. La Tracia cade sotto il dominio persiano.